# Таргум Ионатана
Таргум Ионатана (ивр. תרגום יונתן בן עוזיאל‎) — вавилонский перевод (таргум) на арамейский язык раздела Невиим, приписываемый Ионатану бен-Уззиелю.
Его не следует путать с «Таргумом Псевдо-Ионатана», арамейским переводом Торы, который часто называют «Таргумом Ионатана» из-за ошибки типографии.

## История
Он возник, как и Таргум Онкелоса для Торы, в синагоге при чтении перевода пророков вместе с еженедельным уроком.
Талмуд приписывает авторство Ионатану бен-Уззиелю, ученику Гиллеля Старшего. Согласно этому источнику, он был составлен Ионатаном бен Уззиелем «из уст Аггея, Захарии и Малахии», подразумевая, что он был основан на преданиях, полученных от последних пророков. Дополнительное высказывание, что из-за этого была потрясена вся земля Израиля и что голос с неба воскликнул: «Кто открыл мои секреты детям человеческим?» являются легендарными отражениями новизны предприятия Ионатана и неодобрения, которое оно вызвало. История добавляет, что Ионатан хотел также перевести Ктувим, но небесный голос повелел ему воздержаться. Таргум Иова, который был изъят из обращения Гамалиилом, возможно, представляет собой результат его попыток перевести Ктувим.
Ионатан бен Уззиель назван самым выдающимся учеником Гиллеля, и ссылка на его Таргум имеет, по крайней мере, историческую ценность, поэтому нет ничего, что могло бы опровергнуть предположение, что он послужил основой для современного Таргума Пророков.
Однако он был тщательно переработан, прежде чем был отредактирован в Вавилонии. В Вавилонском Талмуде его особенно часто цитирует Иосиф, глава Иешивы Пумбедита, который говорит, ссылаясь на два библейских отрывка: «Если бы не Таргум, мы не знали бы смысла этих стихов». Это показывает, что уже в начале IV века Таргум Пророков был признан древним авторитетом.
Хай Гаон, по-видимому, считал Иосифа автором, поскольку цитировал отрывки из него со словами «Рав Иосиф перевёл».

## Лингвистические особенности
Язык Таргума Ионатана — арамейский. Его общий стиль очень похож на стиль Таргума Онкелоса (к Пятикнижию), хотя временами он кажется более свободным парафразом библейского текста.
Это результат единственной редакции.
Как и Таргум Онкелоса, он получил всеобщее признание в Вавилонии в III веке; а из вавилонских академий он распространился по диаспоре. Однако он возник в Земле Израиля, а затем был адаптирован к наречию Вавилонии; так что он содержит те же лингвистические особенности, что и Таргум Онкелоса, включая спорадические примеры персидских слов. В тех случаях, когда палестинский и вавилонский тексты различаются, этот Таргум следует последнему.
Хотя Таргум Ионатана был составлен в древности (вероятно, во II веке н.э.), сейчас он известен по средневековым рукописям, которые содержат множество текстовых вариантов. Самое раннее свидетельство появляется как цитаты из Иер. 2:1–2 и Иез. 21:23 на арамейской чаше для заклинаний, найденной в Ниппуре, Вавилония.

## Использование
Во времена Талмуда (и по сей день в йеменских еврейских общинах) Таргум Ионатана читался в синагоге как построчный перевод вместо еврейских стихов гафтары. Таким образом, когда Талмуд утверждает, что «человек должен завершать свои разделы писания вместе с общиной, читая писание дважды и таргум один раз», этот отрывок может относиться к Таргуму Ионатана (а также к Таргуму Онкелоса в Торе).